# Tomrummet
Tomrummet er det filosofiske begreb for manifesteret intethed. Idéen om Tomrummet er relevant for flere områder af metafysikken. Tomrummet er også et element i flere facetter af psykologi, særligt logoterapi.
Manifestationen af intethed er tæt forbundet med overvejelser om tomhed og med menneskelige forsøg på at identificere og personificere den. Idéen om Tomrummet, og lignende idéer, har en betydelig tilstedeværelse indenfor kunsten, såvel som indenfor mysticisme og indenfor akademiske, videnskabelige og filosofiske debatter om den såkaldte "menneskelige tilstand" - conditio humana.